# Land and Freedom
Land and Freedom (Spaans: Tierra y libertad) is een Britse oorlogsfilm uit 1995 onder regie van Ken Loach.

## Verhaal
Tijdens de Spaanse Burgeroorlog trekt de jonge Brit David Carr naar Catalonië om er aan de zijde van de Internationale Brigades te vechten tegen de fascisten. Samen met een Fransman, een Amerikaan en een Ier komt hij terecht bij de revolutionairen van de POUM. Hij wordt er ook verliefd op Blanca, een lid van de POUM.

## Rolverdeling
| Acteur             | Personage      |
| ------------------ | -------------- |
| Ian Hart           | David Carr     |
| Rosana Pastor      | Blanca         |
| Icíar Bollaín      | Maite          |
| Tom Gilroy         | Lawrence       |
| Marc Martínez      | Juan Vidal     |
| Frédéric Pierrot   | Bernard Goujon |
| Andrés Aladren     | Militielid     |
| Sergi Calleja      | Militielid     |
| Raffaele Cantatore | Militielid     |
| Pascal Demolon     | Militielid     |
| Paul Laverty       | Militielid     |
| Josep Magem        | Militielid     |
| Eoin McCarthy      | Connor         |
| Jürgen Müller      | Militielid     |
| Víctor Roca        | Militielid     |